# Megachile binominata
Megachile binominata är en biart som beskrevs av Smith 1853. Megachile binominata ingår i släktet tapetserarbin, och familjen buksamlarbin. Inga underarter finns listade i Catalogue of Life.